# Gennadi Saveliev
Gennadi Savéliev es un bailarín de ballet ruso.

## Biografía
Nació en Moscú. Comenzó sus estudios de ballet en la Escuela de Ballet del Bolshói a los nueve años. A los 18 se unió a la Compañía del Ballet Bolshói dirigida por Yuri Grigoróvich donde su repertorio incluyó el muñeco chino en El Cascanueces, uno de los cuatro caballeros en Raymonda y el pas de trios en El lago de los cisnes. Savéliev también bailó con el Nevada Dance Theatre, el Tulsa Ballet, el Los Angeles Classical Ballet y el New Jersey Ballet. Ganó la medalla de plata en la New York International Ballet Competition de 1996 y fue finalista en la Nagoya Ballet Competition en 1999. 
Savéliev se integró al American Ballet Theatre como miembro del cuerpo de baile en enero de 1996 y fue promovido a solista en 2002.
Su repertorio con la compañía incluye:
- El primer movimiento del Concierto para violín n° 1 de Max Bruch.
- Lankendem y el pas de deux del Le Corsaire.
- El pas de deux Diana and Acteon.
- Un papel principal en Diversion of Angels.
- Espada en Don Quijote.
- El pas de deux Flames of Paris.
- Hilarion y pas de deux de los campesinos en Giselle.
- Camille en La viuda alegre.
- El príncipe Cascanueces y el Caballero en El Cascanueces.
- El pintor en Orfeo en los infiernos.
- El príncipe Gremin en Oneguin.
- Un amigo de la familia en Pillar of Fire.
- Paris y Tybalt en Romeo and Juliet.
- El pájaro azul en La bella durmiente del bosque.
- El príncipe Siegfried en El lago de los cisnes.
- Lucentio en The Taming of the Shrew.
- Un rol principal en Without Words
- Papeles en Black Tuesday, Clear, HereAfter, Jabula, Petite Mort y Symphony in C, etc.

Savéliev es miembro de las compañías de giras Angel Corella and Friends y Stiefel and Stars y también es fundador y director artístico del Youth America Grand Prix, primera competición de estudiantes para otorgar escolaridad en Estados Unidos.
Fue promovido a solista en agosto de 2002.